# Besouro (filme)
Besouro é um filme brasileiro que conta a vida de Besouro Mangangá (Ailton Carmo), um capoeirista brasileiro da década de 1920, a quem eram atribuídos feitos heroicos e lendários. Estreou nos cinemas do Brasil no dia 30 de outubro de 2009. Dirigido por João Daniel Tikhomiroff.
Huen Chiu Ku, coreógrafo de Kill Bill, é o responsável pelas cenas de luta do filme.

## Enredo
A escravidão foi abolida. Mas o preconceito fez com que os negros fossem tratados como escravos para ganhar um pouco de dinheiro para sobreviver. A palavra capoeirista assombrava homens e mulheres, mas o velho escravo Tio Alípio nutria grande admiração pelo filho de João Grosso e Maria Haifa. Era o menino Manoel Henrique que, desde cedo aprendeu, com o Mestre Alípio, os segredos da Capoeira na Rua do Trapiche de Baixo, em Santo Amaro da Purificação, sendo batizado com Besouro Mangangá por causa da sua flexibilidade e facilidade de desaparecer quando a hora era para tal. Mestre Alípio foi jurado de morte por ensinar capoeira. Mas Besouro tinha a responsabilidade de protegê-lo.
O filme é inspirado no livro "Feijoada no Paraíso", de Marco Carvalho, editando pela Record inicialmente em 2002 e reeditado em 2009.

## Elenco
- Sérgio Laurentino (Exu)
- Aílton Carmo (Besouro)
- Anderson Grillo (Quero-Quero)
- Sérgio Pererê (Oçânhim)
- Adriana Alves (Oxum)
- Jéssica Barbosa (Iansã/Dinorá)
- Zebrinha (Ogum)
- Macalé dos Santos (Mestre Alípio)
- Flávio Rocha (Coronel Venâncio)
- Irandhir Santos (Noca de Antônia)
- Geisa Costa (Dona Zulmira)